# 38 Леда
38 Леда — астероїд головного поясу, відкритий французьким астрономом Ж. Шакорнаком 12 січня 1856 року і названий на честь Леди, матері Єлени Троянської в грецькій міфології. Леда віднесений до вуглецевих астероїдів типу С.
Леда вивчалася за допомогою радарів. Протягом 2002 року 38 Леду спостерігали за допомогою радарів обсерваторії Аресібо. Зворотний сигнал відповідав ефективному діаметру 116 ± 13 км. Це відповідає деяким розмірам астероїда, обчисленим іншими способами. На основі кривої блиску, отриманої за допомогою фотометричних спостережень цього астероїда в Пулковській обсерваторії, він має період обертання 12,834 ± 0,001 години та змінює яскравість на 0,15 ± 0,01 зоряної величини.
Тіссеранів параметр щодо Юпітера — 3,322.